# Фадюнин, Владимир Васильевич
Владимир Васильевич Фадюнин (8.07.1897, село с. Голдино Малинковской волости Михайловского уезда Рязанской губернии Российской империи, ныне в составе Голдинского сельского поселения Михайловского района Рязанской области России — 1966, Таганрог, СССР) — советский военачальник. Генерал-майор береговой службы (04.06.1940), генерал-майор артиллерии (05.05.1952). Начальник Училища Противовоздушной обороны ВМФ СССР (1943—1947). Участник Великой Отечественной войны.

## Биография
Владимир Васильевич родился 8 июля 1897 года в селе Голдино Михайловского района, Рязанской области, Российской империи. Из крестьян.
Участник Первой Мировой войны. В службе с 1916 года, младший фейерверкер, командир орудия 1-й запасной артиллерийской бригады дислоцированной в Москве.
В РККА с октября 1918 года.
Член ВКП(б) с 1918 года.
В годы Гражданской войны воевал на Восточном, Уральском, Южном и Туркестанском фронтах.
Командир отделения, секретарь военкома гаубичного артиллерийского дивизиона с 10.1918 по 5.1920.
Окончил: Московские курсы комсостава тяжелой артиллерии с 5.1920 по 8.1920; Одесскую школу комсостава тяжелой и береговой артиллерии с 4.1921 по 9.1922.
После окончания учёбы получил распределение: командир взвода, батареи зенитно-артиллерийского полка Кронштатдской крепости Береговой Обороны Морских Сил Балтийского Моря (БО МСБМ) с 9.1922 по 12.1926.
Окончил класс береговой артиллерии и Спецкурсов комсостава ВМС РККА с 12.1926 по 12.1927.
Командир дивизиона Спецкурсов комсостава ВМС РККА с 12.1927 по 4.1929.
Временно исполняющий должность помощника командира 41-го зенитно-артиллерийского полка по хозяйственной части с 10.1929 по 3.1932.
Помощник командира 41-го зенитно-артиллерийского полка Береговой Обороны Морских Сил Балтийского Моря (БО МБСМ) по строевой части с 10.1929 по 3.1932.
Помощник командира бригады ПВО по зенитной артиллерии с 10.1933 по 9.1938.
Командир бригады ПВО с 9.1938 по 2.1939.
Командир 1-й бригады ПВО с 2.1939 по 7.1939
Командир зенитно-артиллерийской бригады КБФ с 7.1939 по 10.1939.
Начальник Управления ПВО ТОФ с 10.1939 по 12.1942.
В распоряжении НК ВМФ с 12.1942 по 2.1943
Начальник училища ПВО ВМФ с февраля 1943 года.
После окончания войны оставался в прежней должности.
Из аттестации: «Решительный, волевой, внешне подтянут и дисциплинирован. Училище управляется твердой рукой, офицерский состав сколочен. Училище после перебазирования в Таганрог быстро развернуло нормальную работу. Курсанты в своей массе дисциплинированы и воински воспитаны… За годы командования Фадюниным училище проделало большую работу и добилось серьёзных успехов в деле подготовки офицеров для частей ПВО ВМФ, многие из них, участвуя непосредственно в боевых действиях, удостоены правительственных наград».
С мая 1947 года в отставке. Умер в 1966. Похоронен в Таганроге.

## Награды
- Орден Ленина (21.02.1945)
- Орден Красного Знамени (22.07.1944, 03.11.1944)
- Орден Красной Звезды (22.02.1938)
- Медаль «За победу над Германией в Великой Отечественной войне 1941—1945 гг.»
- Медали СССР